# E᷄
E᷄, appelé E macron-aigu, est un graphème utilisé dans les écritures du kissi du Sud ou du zapotèque de l’Isthme.
Il s'agit de la lettre E diacritée d'un macron-aigu.

## Utilisation
Le e macron-aigu est utilisé dans l’orthographe du zapotèque de l’Isthme utilisée  et proposée par Desiderio de Gyves Ruiz et Manuel López Mateos en 2018.

## Représentations informatiques
Le e macron-aigu peut être représenté avec les caractères Unicode suivants :
- décomposé (latin de base, diacritiques)[1],[2] :

| formes    | représentations | chaînes de caractères | points de code | descriptions                                      |
| --------- | --------------- | --------------------- | -------------- | ------------------------------------------------- |
| capitale  | E᷄               | E◌᷄                    | U+0045 U+1DC4  | lettre majuscule latine e diacritique macron-aigu |
| minuscule | e᷄               | e◌᷄                    | U+0065 U+1DC4  | lettre minuscule latine e diacritique macron-aigu |